# Diademichthys
Diademichthys is een monotypisch geslacht van straalvinnige vissen uit de familie van schildvissen (Gobiesocidae). Het geslacht is voor het eerst wetenschappelijk beschreven in 1942 door Pfaff.

## Soort
- Diademichthys lineatus (Sauvage, 1883)